# Miles Norris
Miles Benjamin Norris (ur. 15 kwietnia 2000 w San Francisco) – amerykański koszykarz, występujący na pozycji silnego skrzydłowego, od 2023 zawodnik College Park Skyhawks.
W 2023 reprezentował Atlantę Hawks podczas rozgrywek letniej ligi NBA w Las Vegas. 
22 grudnia 2023 został zwolniony Atlantę Hawks. Cztery dni później dołączył do College Park Skyhawks.

## Osiągnięcia
Stan na 12 stycznia 2024, na podstawie, o ile nie zaznaczono inaczej.
NCAA
- Uczestnik rozgrywek:
  - Sweet 16 turnieju NCAA (2019)
  - turnieju NCAA (2019, 2021, 2023)
- Mistrz:
  - turnieju konferencji:
    - Pac-12 (2019)
    - Big West (2021, 2023)

  - sezonu zasadniczego Big West (2021, 2023)
- Zaliczony do:
  - I składu turnieju Big West (2023)
  - II składu Big West (2023)
  - składu honorable mention All-Big West (2021, 2022)
- Koszykarz tygodnia konferencji Big West (5.03.2023)